# Sportovní gymnastika na Letních olympijských hrách 1980
Sportovní gymnastika na Letních olympijských hrách 1980 probíhaly ve dnech 20.–25. července 1980 v Paláci sportu Lužniki. Soutěží se celkem zúčastnilo 127 gymnastů (65 mužů a 62 žen).

## Medailisté

### Muži
| Soutěž                | Zlato | Stříbro | Bronz |
| --------------------- | --- | --- | --- |
| Víceboj – družstva    | Sovětský svaz (URS) · Nikolaj Andrianov · Eduard Azaryan · Alexandr Diťatin · Bogdan Makuc · Vladimir Markelov · Alexandr Tkačov | Německá demokratická republika (GDR) · Ralf-Peter Hemmann · Lutz Hoffmann · Lutz Mack · Michael Nikolay · Andreas Bronst · Roland Brückner | Maďarsko (HUN) · Ferenc Donáth · György Guczoghy · Zoltán Kelemen · Péter Kovács · Zoltán Magyar · István Vámos |
| Víceboj – jednotlivci | Alexandr Diťatin · Sovětský svaz (URS)                                                                                           | Nikolaj Andrianov · Sovětský svaz (URS) | Stojan Delčev · Bulharsko (BUL)                                                                                 |
| Prostná               | Roland Brückner · Německá demokratická republika (GDR)                                                                           | Nikolaj Andrianov · Sovětský svaz (URS) | Alexandr Diťatin · Sovětský svaz (URS)                                                                          |
| Kůň našíř             | Zoltán Magyar · Maďarsko (HUN)                                                                                                   | Alexandr Diťatin · Sovětský svaz (URS) | Michael Nikolay · Německá demokratická republika (GDR)                                                          |
| Kruhy                 | Alexandr Diťatin · Sovětský svaz (URS)                                                                                           | Alexandr Tkačov · Sovětský svaz (URS) | Jiří Tabák · Československo (TCH)                                                                               |
| Přeskok               | Nikolaj Andrianov · Sovětský svaz (URS)                                                                                          | Alexandr Diťatin · Sovětský svaz (URS) | Roland Brückner · Německá demokratická republika (GDR)                                                          |
| Bradla                | Alexandr Tkačov · Sovětský svaz (URS)                                                                                            | Alexandr Diťatin · Sovětský svaz (URS) | Roland Brückner · Německá demokratická republika (GDR)                                                          |
| Hrazda                | Stojan Delčev · Bulharsko (BUL)                                                                                                  | Alexandr Diťatin · Sovětský svaz (URS) | Nikolaj Andrianov · Sovětský svaz (URS)                                                                         |

### Ženy
| Soutěž                | Zlato | Stříbro | Bronz |
| --------------------- | --- | --- | --- |
| Víceboj – družstva    | Sovětský svaz (URS) · Jelena Davydovová · Marija Filatovová · Nelli Kimová · Jelena Najmušinová · Natalja Šapošnikovová · Stella Zacharovová | Rumunsko (ROU) · Nadia Comaneciová · Rodica Dunca · Emilia Eberleová · Cristina Elena Grigoraş · Melita Ruhn · Dumitrita Turner | Německá demokratická republika (GDR) · Maxi Gnaucková · Silvia Hindorff · Steffi Kraker · Katharina Rensch · Karola Sube · Birgit Süss |
| Víceboj – jednotlivci | Jelena Davydovová · Sovětský svaz (URS) | Maxi Gnaucková · Německá demokratická republika (GDR)                                                                           | nebyla udělena |
| Víceboj – jednotlivci | Jelena Davydovová · Sovětský svaz (URS) | Nadia Comaneciová · Rumunsko (ROU)                                                                                              | nebyla udělena |
| Přeskok               | Natalja Šapošnikovová · Sovětský svaz (URS)                                                                                                  | Steffi Kraker · Německá demokratická republika (GDR)                                                                            | Melita Ruhn · Rumunsko (ROU) |
| Bradla                | Maxi Gnaucková · Německá demokratická republika (GDR)                                                                                        | Emilia Eberleová · Rumunsko (ROU)                                                                                               | Steffi Kraker · Německá demokratická republika (GDR)                                                                                   |
| Bradla                | Maxi Gnaucková · Německá demokratická republika (GDR)                                                                                        | Emilia Eberleová · Rumunsko (ROU)                                                                                               | Melita Ruhn · Rumunsko (ROU) |
| Bradla                | Maxi Gnaucková · Německá demokratická republika (GDR)                                                                                        | Emilia Eberleová · Rumunsko (ROU)                                                                                               | Marija Filatovová · Sovětský svaz (URS)                                                                                                |
| Kladina               | Nadia Comaneciová · Rumunsko (ROU) | Jelena Davydovová · Sovětský svaz (URS)                                                                                         | Natalja Šapošnikovová · Sovětský svaz (URS)                                                                                            |
| Prostná               | Nelli Kimová · Sovětský svaz (URS) | nebyla udělena | Natalja Šapošnikovová · Sovětský svaz (URS)                                                                                            |
| Prostná               | Nadia Comaneciová · Rumunsko (ROU) | nebyla udělena | Maxi Gnaucková · Německá demokratická republika (GDR)                                                                                  |

## Přehled medailí
| Pořadí | Země                                 | Zlato | Stříbro | Bronz | Celkově |
| ------ | ------------------------------------ | ----- | ------- | ----- | ------- |
| 1.     | Sovětský svaz (URS)                  | 9     | 8       | 5     | 22      |
| 2.     | Německá demokratická republika (GDR) | 2     | 3       | 6     | 11      |
| 3.     | Rumunsko (ROU)                       | 2     | 3       | 2     | 7       |
| 4.     | Bulharsko (BUL)                      | 1     | 0       | 1     | 2       |
| 4.     | Maďarsko (HUN)                       | 1     | 0       | 1     | 2       |
| 5.     | Československo (TCH)                 | 0     | 0       | 1     | 1       |
| Celkem | Celkem                               | 15    | 14      | 16    | 45      |